# OSASK
오사스크(OSASK)는 카와이 히데미를 중심으로 개발되고있는 오픈 소스 운영 체제이다.
"에뮬레이터 OS"를 목표로 하고 있으며, 이것은 다른 OS와의 호환성은 하위 호환 에뮬레이션에 맡기고 OS는 효율성을 추구하는 것이지만, 현재 OSASK 자체에는 구현되지 않는다 (그러나, 아케이드 게임, NES 에뮬레이터, Java 바이트 코드 인터프리터가 응용 프로그램으로 존재한다). 또한 플로피 디스크 한 장에 들어가기 때문에 몇 초 이내에 시작할 수 있는 것이 특징이다.
파일 매핑 기술을 통해 가상 메모리와 파일 입출력을 일체화한 단일 기억 방식을 채용하고 있는 것이 특징이다. 따라서 주기억 스왑 아웃에 페이징 파일을 가지지 않는다.

## 작동 환경
OSASK는 인텔 x86 호환 프로세서를 탑재한 개인용 컴퓨터에서 동작을 확인하고있다.
- PC / AT 호환기 인텔 80386 이상의 CPU
- 4MB 이상의 RAM

FM - TOWNS 시리즈
- 메인 메모리 4MB 이상의 FM - TOWNS 전체 시리즈
- 바탕 화면의 이용은 또한 1MB의 RAM

PC - 9800 시리즈
- 80386 이상 640KB +3 MB 이상의 RAM
- EGC이 가능한 PC - 9800 시리즈
- 바탕 화면 의 이용은 또한 300KB의 RAM

인텔 80286 탑재 머신에서도 CPU의 교환에 의해 동작하는 경우도 있다. 또한 EPSON 호환 기기에서도 동작을 확인하고 있다.
PC - 98주의 고해상도 모드와 PC - H98 전체 센트 모드에서는 동작이 불안정해질 가능성이 있기 때문에, 일반 모드로 설정해야한다.
i386SX에서 640KB +14 MB 이상의 RAM을 탑재하고있는 동작이 불안정해질 가능성이있다.